# Yenikurudere, Kemalpaşa
Yenikurudere là một xã thuộc huyện Kemalpaşa, tỉnh İzmir, Thổ Nhĩ Kỳ. Dân số thời điểm năm 2010 là 367 người.